# Кахана, Авраам
Авраам Кахана (ивр. אברהם כהנא‎; в Российской империи — Авраам Маркович Каган; 19 декабря 1874, Скоморохи — 20 февраля 1946, Тель-Авив, Подмандатная Палестина) — историк, биограф, переводчик, писатель, исследователь Торы.

## Биография
Родился 18 декабря 1874 года в Скоморохах, Волынская губерния (ныне Житомирская область, Украина), в семье Мордехая Кагана. Кроме Авраама в семье было ещё десять детей. Получил традиционное еврейское образование.
После Октябрьской революции он был назначен профессором Киевского университета, а в 1922 году вместе с семьей эмигрировал в Варшаву, а в следующем году — в Палестину, которую впервые посетил в 1914 году.
Он поселился в Тель-Авиве, где руководил библиотекой Шаар Цион и преподавал в семинарии Левинского , прежде чем полностью посвятил себя исследованиям в 1929 году. Особое внимание он уделял редактированию, аннотированию и переводу на иврит еврейских апокрифов, публикуя эти тексты через свое издательство «Мекорот». Восемь лет спустя он был удостоен премии Бялика за эти усилия.
Он умер в 1946 году и похоронен рядом с женой на Трумпельдорском кладбище. Его личная библиотека была завещана Еврейскому университету в Иерусалиме, а его корреспонденция хранится в Национальной библиотеке Израиля.
Был женат на дочери бердичевского раввина Яакова Шефтеля, в браке родилось трое детей — Уриэль, Яаков и Мирьям. Его родным братом был советский педагог Иезекииль Маркович Коган, племянницей советская и украинская шахматистка Любовь Иезекиилевна Якир.

## Труды
Интересы Авраама Каханы были широки и разнообразны, начиная от библейской экзегетикой, заканчивая лингвистикой и историей хасидизма. Некоторые из его ранних работ: антология писем Луцатто, переведенные с итальянского на иврит (Одесса, 1896); Девар Шмуэль (Kraków, 1896), сборник писем Самуэля Вита Лолли к Луццатто и Исаака Самуила Реджио, с ответами Реджио и биографией Лолли от Кастильони; еврейская биография Моше Хайим Луцатто (Варшава, 1898); «Корот ха-Йехудим Бе-Рома» (Варшава, 1901); и «Рабби Исраэль Баал Шем-Тов» (Житомир, 1901).
С 1903 года он был редактором критического комментария на иврите к Танаху, в который он внес свои комментарии и предисловия к Берешит, Шмот, Бамидбар, Йов, Притчи, Екклесиаст, и Ездра-Неемия. Он опубликовал первое издание своего двуязычного русско-ивритского словаря в 1907 году и исследование комментария Раши год спустя. Его «Сефер ха-хасидут», сборник биографий, поучений и историй, был издан в Варшаве в 1922 году.
Кахана также часто публиковался в еврейских периодических изданиях «ха-Мелиц», «ха-зман» и «Ха-Шилоах», а также был редактором литературных обзоров в «Ха-Дор»